# Harley Race
Harley Leland Race (Quitman, 11 aprile 1943 – Saint Charles, 1º agosto 2019) è stato un wrestler statunitense.
Durante la sua carriera si è fregiato della vittoria di otto NWA World Heavyweight Championship, in un periodo storico in cui difficilmente i lottatori vincevano titoli in più occasioni. Ha lavorato per tutte le maggiori federazioni statunitensi incluse National Wrestling Alliance, American Wrestling Association, World Wrestling Federation e World Championship Wrestling. È stato il primo NWA United States Heavyweight Champion, ed è ricordato come uno dei più grandi campioni di ogni epoca.

## Carriera

### Primi anni
Race è stato fin da bambino un fan del wrestling, guardando programmi dalla zona di Chicago su DuMont Television Network. Dopo aver superato la poliomielite in giovane età, iniziò ad allenarsi per diventare un lottatore professionista sotto la guida degli ex campioni Stanislaus e Wladek Zbyszko, che si erano stabiliti in una fattoria in Missouri. Alle scuole superiori, durante un alterco con un compagno di classe, fu colpito da un calcio dietro la testa, dovendo interrompere la rissa. Una volta ripresosi, Race attaccò il suo aggressore, venendo poi espulso dalla scuola. Dotato di un fisico possente, scelse di iniziare la carriera di wrestler professionista.
Race fu reclutato dal promoter Gust Karras, che lo assunse per svolgere diversi compiti all'interno della sua federazione, incluso l'autista di Happy Humphrey. Infine, Race poté debuttare in alcuni show e i veterani lo aiutarono nella sua formazione. All'età di diciotto anni, si trasferì a Nashville ed iniziò a lottare con il ring name di Jack Long, formando un tag team con il fratello John Long (kayfabe). Il duo conquistò rapidamente il Southern Tag Team Championship. Race fu visto come una promessa del wrestling e gli è venne previsto un futuro luminoso, fino a quando un incidente d'auto lo allontanò dal ring, con la sua gamba che rischiò l'amputazione. Sua moglie, incinta, morì sul colpo: i due si sposarono poco più di un mese prima. Karras, una volta saputo dell'incidente, si precipitò all'ospedale ed impedì l'amputazione dell'arto, dicendo che i medici sarebbero dovuti passare sul suo cadavere. Così facendo, salvò la gamba di Race. Anche se recuperata, i medici dissero che Race non avrebbe potuto camminare nuovamente e che perciò la sua carriera poteva considerarsi conclusa. Imperterrito, Race cominciò una lenta riabilitazione per molti mesi e alla fine si riprese completamente.
Tornò nel ring nel 1964, lottando in Texas. Quella volta, lottò con il suo vero nome, dopo che il padre gli disse che non avrebbe dovuto rendere famoso nessun altro nome. Race, infatti, non ha usò più differenti ring name. In Texas, Race lavorò con Larry Hennig (padre di Curt): i due formarono un tag team e si sono trasferiti alla AWA.

### American Wrestling Association (1965–1990)

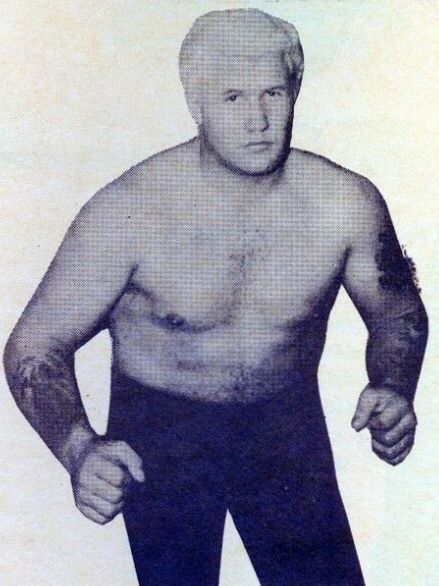
"Handsome" Harley Race nel luglio 1968

Nella AWA, Race ed Hennig si ribattezzarono come "Handsome" Harley Race e "Pretty Boy" Larry Hennig, formando un tag team heel disposto a violare le regole pur di ottenere la vittoria. Diventarono rapidamente primi sfidanti al titolo e, a gennaio 1965, sconfissero Dick the Bruiser e The Crusher, conquistando gli AWA World Tag Team Championship. Race ed Hennig continuarono il feud con the Bruiser e Crusher, oltre che con altri top tag team, per diversi anni, ottenendo in totale tre regni titolati. Verne Gagne, in particolare, fu un rivale del tag team, reclutando diversi partner per tentare l'assalto alle cinture di coppia. Nell'ottobre 1967, Gagne fu presentato come colui che ruppe una gamba a Hennig, tenendolo fuori dai ring per diverso tempo. Nella kayfabe, quindi, Race fu costretto a scegliere un nuovo partner di coppia, per detenere le cinture. Race optò così per Chris Markoff, ma alla prima difesa persero i titoli in favore di Wilbur Snyder e Pat O'Connor, nel mese di novembre dello stesso anno. Per molti dei mesi successivi, Race fece coppia con Hard Boiled Haggerty. Race e Haggerty sconfissero spesso Gagne e "Cowboy" Bill Watts. A marzo 1968, Hennig tornò dal suo infortunio e venne riformato il tag team con Race, ma i due non conquistarono più le cinture di coppia. Nonostante i successi in AWA, Race lasciò la federazione per tentare l'avventura da singolo nella National Wrestling Association.
Race tornò in AWA nel 1984, per fronteggiare Curt Hennig. La sfida fu voluta dal padre di Curt, Larry, ossia l'ex compagno di coppia di Race. Affrontò anche l'allora campione del mondo Rick Martel. Quasi a fine carriera, volle lottare contro Larry Zbyszko, per il titolo mondiale della federazione. Comunque, tutte queste furono soltanto delle apparizioni sporadiche.

### National Wrestling Alliance (1970–1984)

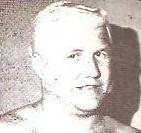
Race negli anni settanta

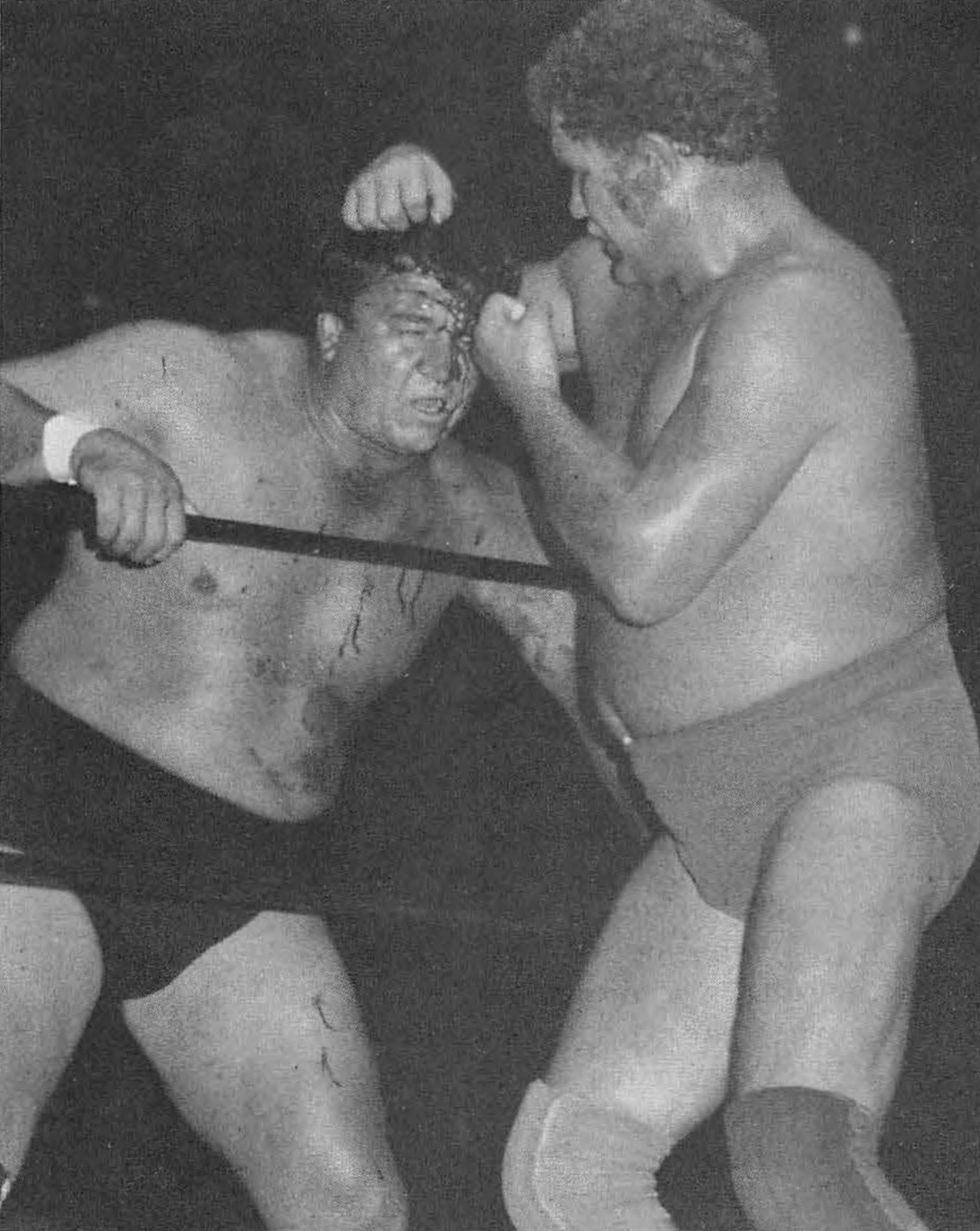
Wahoo McDaniel vs Harley Race (1979)

Nei primi anni settanta, Race lottò in diverse federazioni locali ravvivando la sua faida con Terry Funk nella zona di Amarillo, Texas, e vincendo un titolo regionale. Nel 1973, Race sfidò il campione mondiale NWA Dory Funk Jr. a Kansas City. Riuscì sorprendentemente a strappare il titolo a Funk, diventando il nuovo campione del mondo. Sebbene Race rimase campione soltanto per pochi mesi, perdendo la cintura contro Jack Brisco a Houston (Texas) nel luglio seguente, diventò una superstar a livello mondiale. Determinato a riconquistare al più presto la cintura NWA, Race nel frattempo lottò in diversi territori collezionando svariati titoli minori, inclusi otto regni da campione Central States, sette titoli Missouri nella Georgia Heavyweight Championship, il titolo Stampede North American in Canada, lo NWA United National giapponese, il titolo PWF, e il Mid-Atlantic U.S. Title.

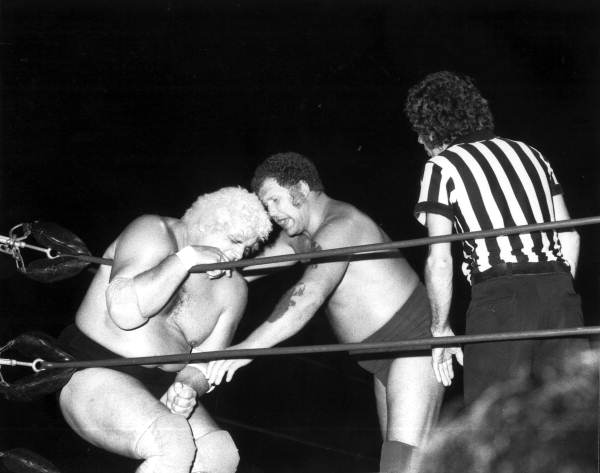
Harley Race contro Dusty Rhodes nel 1979

Race ebbe finalmente la seconda opportunità per vincere il titolo NWA nel 1977, scontrandosi con il vecchio rivale Terry Funk, che nel frattempo era diventato campione del mondo. Race vinse il titolo facendo cedere l'avversario per sottomissione con la presa "Indian Deathlock". Nuovamente NWA World Champion, questa volta Race rese duraturo il suo regno, difendendo il titolo anche per sei volte alla settimana e detenendolo per ben quattro anni (escludendo brevi interregni da campione di Tommy Rich, Dusty Rhodes, e Giant Baba). All'epoca, la NWA, l'AWA e la WWF erano in buoni rapporti, e Race disputò diversi match titolo contro titolo con i campioni WWF "Superstar" Billy Graham e Bob Backlund, e con il campione mondiale AWA Nick Bockwinkel.
Race perse il titolo nel 1981 venendo sconfitto da Dusty Rhodes, e nonostante i successivi rematch, non riuscì più a sconfiggere Dusty. Rhodes perse la cintura in favore della stella nascente Ric Flair, e Race fu in grado di sconfiggere Flair a St. Louis nel 1983 per il suo settimo regno da campione, battendo il record precedentemente stabilito da Lou Thesz. Determinato a non riperdere il titolo, Race offrì una taglia di 25.000 dollari a chiunque avesse messo fuori combattimento "per sempre" Ric Flair dalla NWA. Quindi Bob Orton Jr. e Dick Slater attaccarono Flair, infliggendogli un grave infortunio al collo che avrebbe potuto pregiudicare la sua carriera (kayfabe), incassando poi la taglia da Race quando Flair annunciò il suo ritiro. Chiaramente il ritiro di Flair era un bluff, e presto ritornò in azione, con grande sorpresa di Race. La dirigenza NWA stabilì un rematch per il titolo tra i due, definito "NWA Starrcade: A Flare for the Gold". Race perse la cintura contro Flair in una memorabile e sanguinosa battaglia dentro una gabbia d'acciaio alla prima edizione del ppv Starrcade nel novembre 1983. Riconquistò ancora il titolo per un breve periodo (solo due giorni) nel 1984 in Nuova Zelanda (un passaggio di titolo che non venne riconosciuto ufficialmente dalla NWA negli Stati Uniti fino al 1996), ma la sconfitta contro Flair a Starrcade venne ampiamente vista come il passaggio del testimone tra Race, il vecchio campione, e la nuova promessa del wrestling mondiale Ric Flair.
Dopo aver continuato a combattere in giro per il mondo ancora per qualche anno, nel 1986, Harley Race firmò per la WWF di Vince McMahon.

### World Wrestling Federation (1986–1989)

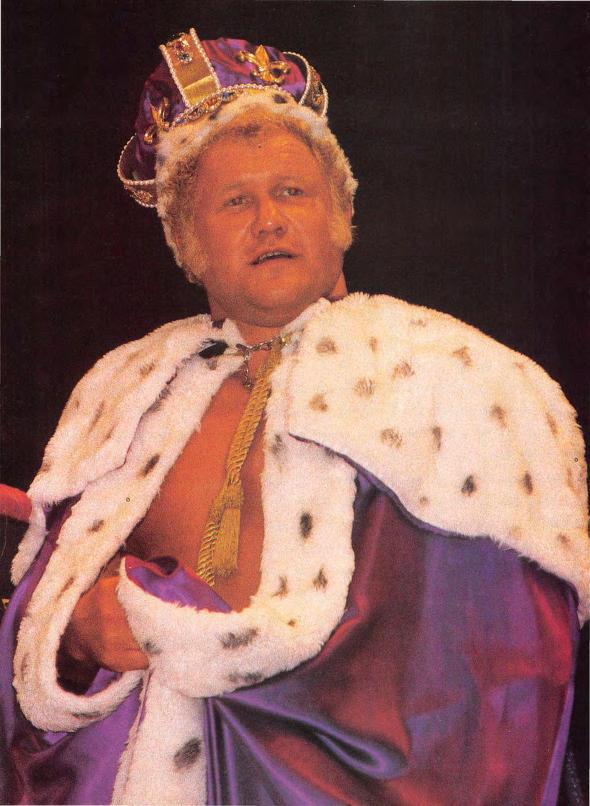
"King" Harley Race, circa 1987

Race fece la sua entrata in WWF affiancato dall'amico di lunga data Bobby "The Brain" Heenan come suo manager, tingendosi i capelli di biondo platino e riutilizzando inizialmente il soprannome "Handsome" Harley Race, per poi, dopo la vittoria del torneo King of the Ring, farsi chiamare "King" Harley Race e iniziare a salire sul ring con corona, scettro e manto regali. Dopo le vittorie, Harley pretendeva che l'avversario sconfitto si inginocchiasse ai suoi piedi per rendere omaggio alla sua maestà.
In WWF ebbe un notevole feud con Junkyard Dog, culminante in un match svoltosi a WrestleMania III, nel quale Race schienò in maniera netta Junkyard Dog. Successivamente, Race passerà il 1987 a scontrarsi con Hulk Hogan e Jim Duggan. All'inizio del 1988, Race si infortunò allo stomaco durante un incontro con Hogan, cercando di colpirlo con una testata volante mentre Hulk era disteso su un tavolo a bordo ring, e mancando il bersaglio. Hogan si era alzato prontamente dal tavolo, e Race sbatté violentemente contro il tavolo con il busto. L'angolo in metallo del tavolo colpì duramente lo stomaco di Race provocandogli un'ernia. A seguito dell'incidente e durante la riabilitazione, la WWF decise di imbastire una storyline sul reale infortunio di Race, motivando l'uscita di scena del lottatore a causa dei postumi dell'incidente, costringendo il manager Bobby Heenan ad incoronare un nuovo "Re". Race lasciò la WWF all'inizio del 1989, facendovi brevemente ritorno per qualche tempo (dopo un intervento chirurgico per rimuovere l'ernia), cercando inutilmente di riconquistare la corona perduta dal nuovo "King", Haku, alla Royal Rumble 1989. Durante gli anni novanta ebbe molti ruoli dietro le quinte, accantonando il wrestling sul ring.
Anche se Race non ha mai vinto il WWF Championship, la sua carriera è stata ritenuta abbastanza importante da farlo introdurre nella WWE Hall of Fame nel 2004.

### World Championship Wrestling (1990–1999)
Dopo l'avventura in WWF, Race passò alla WCW interpretando il ruolo del manager heel di campioni come Lex Luger (che guiderà di lì a poco alla conquista del WCW World Championship), e Big Van Vader. Durante il periodo come manager di Vader, Race fu accusato di razzismo quando durante il feud tra Big Van Vader e il wrestler di colore Ron Simmons, in un promo in TV, Race affermò: «When I was World Champion, I had a boy like you to carry my bags!» ("Quando ero campione del mondo, avevo un ragazzo come te che mi portava le valigie!"). Il tutto faceva parte della strategia messa in atto dalla WCW per promuovere Simmons al rango di favorito del pubblico, dato che era in programma che sarebbe diventato presto campione. Nel periodo passato in WCW, Harley Race sviluppò rapporti di amicizia dietro le quinte con Mick Foley e Steve Austin, che ammiravano il suo passato da veterano del ring. Nel gennaio 1995, Race rimase coinvolto in un grave incidente automobilistico. I danni riportati, sommati ai precedenti acciacchi dovuti ai tanti infortuni rimediati in carriera, gli pregiudicarono il proseguimento della carriera nel mondo del wrestling, anche solo come manager.

### Varie apparizioni (1999–2019)

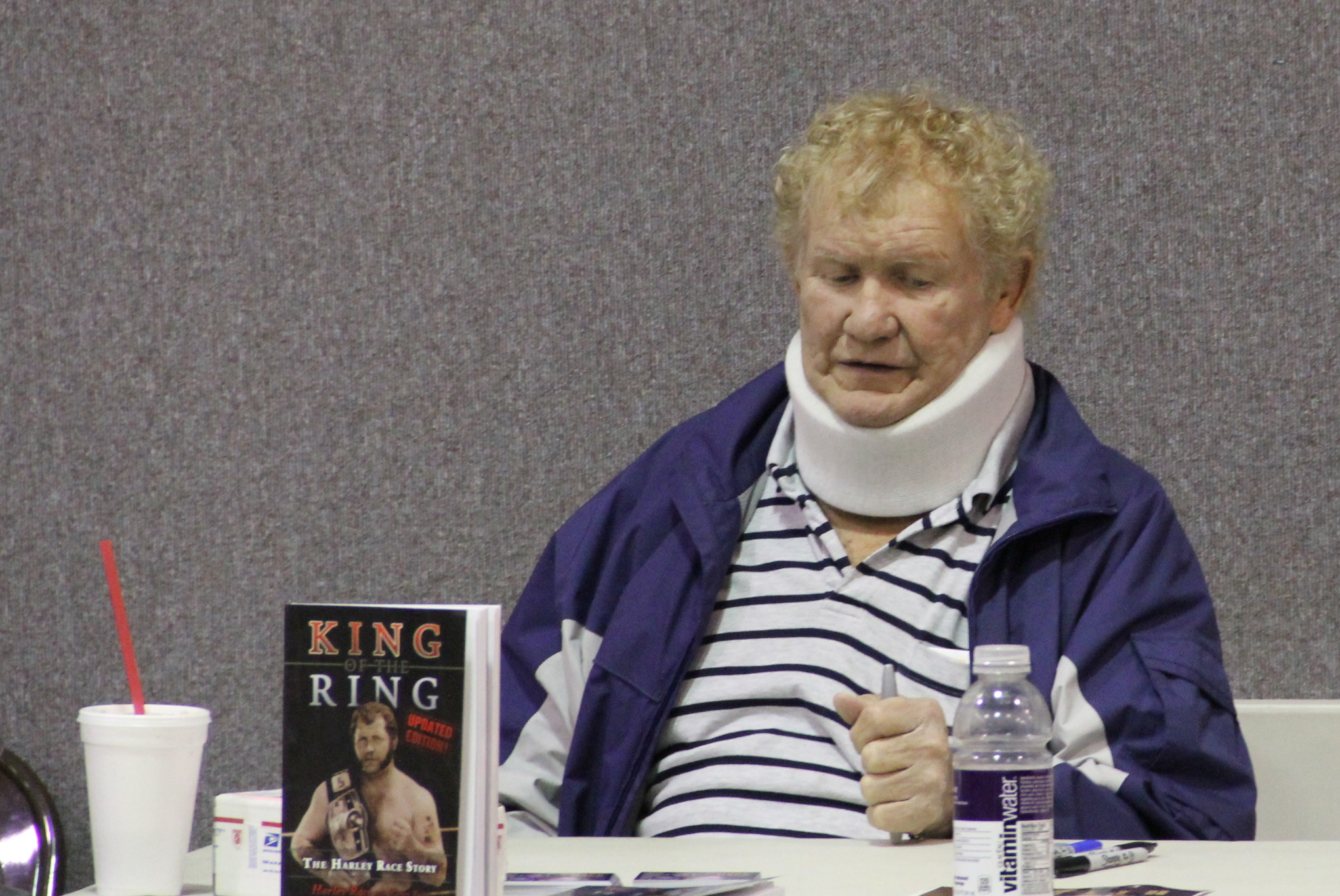
Harley Race nel 2013

Nel 1999, Race diede vita alla World League Wrestling (in origine chiamata World Legion Wrestling, ma la denominazione venne cambiata un anno più tardi), una federazione indipendente con sede nella zona della città natale di Race, Eldon, nel Missouri.
Nel 2004 tornò per breve tempo alla WWE poco tempo dopo la sua ammissione nella Hall of Fame. Durante una puntata di Raw, Randy Orton affrontò a muso duro Race e lo schiaffeggiò, in linea con la sua identità del momento di "Legend Killer". Race tornò nuovamente a WWE Homecoming nell'ottobre 2005, in occasione del ritorno dello show su USA Network. Race, insieme ad altre leggende nel ring, diede una "lezione" a Rob Conway che si era dimostrato irrispettoso nei loro confronti.
Sempre nel 2004, Harley Race entrò a far parte della Total Nonstop Action Wrestling in qualità di membro della commissione NWA Championship. Nonostante fosse una figura autorevole all'interno della commissione, egli non prese mai nessuna decisione ufficiale facendo solo qualche sporadica apparizione.
Durante la cerimonia della WWE Hall of Fame del 2007, svoltasi il 31 marzo 2007, Race e Dusty Rhodes furono "ammessi" nei Four Horsemen da Ric Flair e Arn Anderson. L'8 agosto 2008 durante una puntata di Monday Night Raw, Race venne riconosciuto tra il pubblico dai commentatori Michael Cole e Jerry "The King" Lawler. Prima dello show, Race accompagnò l'allora GHC Heavyweight Champion Takeshi Morishima al ring per un dark match contro Charlie Haas.
Race fece anche un'apparizione nel ppv TNA Lockdown come ospite speciale. Apparve come ospite anche al ppv Glory by Honor VI: Night Two della Ring of Honor svoltosi al Manhattan Center di New York il 3 novembre 2007.
Il 4 gennaio 2014, Race prese parte all'evento Wrestle Kingdom 8 in Tokyo Dome promosso dalla New Japan Pro-Wrestling, come ospite durante la presentazione dei titoli prima di un match per l'NWA World Heavyweight Championship, prendendo a pugni il manager del campione in carica Rob Conway, Bruce Tharpe.

## Morte
Il 1º marzo 2019 Ric Flair, suo storico amico, annunciò che a Race era stato diagnosticato un tumore ai polmoni e il 1º agosto seguente, Harley morì all'età di 76 anni.

## Allenatore
Nel 2000 aprì la Harley Race's Wrestling Academy, palestra di addestramento per futuri nuovi talenti. Nell'anno 2014 hanno fatto parte di suddetta accademia i wrestler italiani, in particolar modo Karim Brigante, allenato per più di 5 anni dallo stesso Harley Race, mentre altri atleti in maniera più sporadica come Flavio Augusto, Chris Steel, e Dave Blasco e Miss Monica. Quest'ultima (Miss Monica) è stata la prima italiana a calcare un ring WWE nell'era moderna, quando in una puntata di Monday Night Raw è stata sconfitta da Nia Jax.

## Personaggio

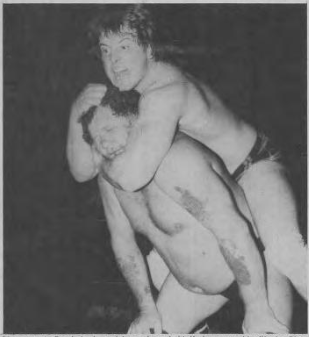
Race vs. Roddy Piper (1981)

### Mosse finali
- Bridging fisherman suplex[2]
- Diving headbutt drop[2]
- Piledriver[3]

### Soprannomi
- "Handsome"
- "The King"
- "Mad Dog"
- "The King of Wrestling"

### Manager
- Bobby Heenan

### Wrestler assistiti
- Big Van Vader
- Lex Luger
- Tyler Mane
- Yoshi Kwan

## Titoli e riconoscimenti
- All Japan Pro Wrestling

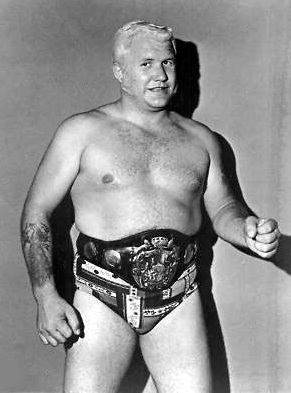
Harley Race con il titolo NWA World Heavyweight Championship

  - NWA United National Championship (1)
  - PWF World Heavyweight Championship (1)
- All Star Pro-Wrestling (New Zealand)
  - NWA World Heavyweight Championship (1)
- American Wrestling Association
  - AWA World Tag Team Championship (3) – con Larry Hennig
- Cauliflower Alley Club
  - Iron Mike Mazurki Award (2006)
- Central States Wrestling
  - NWA Central States Heavyweight Championship (9)
  - NWA North American Tag Team Championship (Central States version) (2) – con Baron von Raschke (1) e Roger Kirby (1)
  - NWA World Heavyweight Championship (1)
- Championship Wrestling from Florida
  - NWA Florida Tag Team Championship (3) – con Roger Kirby (2) e Bob Roop (1)
  - NWA Southern Heavyweight Championship (Florida version) (1)
  - NWA United States Heavyweight Championship (Mid-Atlantic version) (1)
  - NWA World Heavyweight Championship (1)
- George Tragos/Lou Thesz Professional Wrestling Hall of Fame
  - Classe del 2005
- NWA Mid-America
  - NWA Mid-America Heavyweight Championship (2)
- Eastern Sports Association
  - IW North American Heavyweight Championship (1)
- Georgia Championship Wrestling
  - NWA Georgia Heavyweight Championship (1)
  - NWA Macon Tag Team Championship (1) – con Buddy Colt
  - NWA World Heavyweight Championship (1)
- Maple Leaf Wrestling
  - NWA World Heavyweight Championship (1)
- Missouri Sports Hall of Fame
  - Classe del 2013
- National Wrestling Alliance
  - NWA World Heavyweight Championship (8)
  - NWA Hall of Fame (Classe del 2005)
- NWA Hollywood Wrestling
  - Los Angeles Battle Royal (1969)
- Professional Wrestling Hall of Fame and Museum
  - Classe del 2004 Categoria Modern Era
  - Classe del 2017 Categoria Tag Team (con Larry Hennig)
- Pro Wrestling Illustrated
  - 198º tra i 500 migliori wrestler singoli nella PWI 500 (1991)
  - 8º tra i 500 migliori wrestler singoli nella "PWI Years" (2003)
  - PWI Match of the Year vs. Dory Funk Jr. per l'NWA World Heavyweight Championship.  (1973)
  - PWI Match of the Year vs. Dusty Rhodes per l'NWA World Heavyweight Championship.  (1979)
  - PWI Match of the Year vs. Ric Flair per l'NWA World Heavyweight Championship.  (1983)
  - PWI Stanley Weston Award (2006)
  - PWI Wrestler of the Year (1979, 1983)
- St. Louis Wrestling Club
  - NWA Missouri Heavyweight Championship (7)
  - NWA World Heavyweight Championship (1)
- Stampede Wrestling
  - Stampede North American Heavyweight Championship (1)
  - Stampede Wrestling Hall of Fame
- St. Louis Wrestling Hall of Fame
  - Classe del 2007
- Tokyo Sports
  - Match of the Year (1978) vs. Jumbo Tsuruta il 20 gennaio
- World Championship Wrestling (Australia)
  - IWA World Tag Team Championship (1) – con Larry Hennig
- World Championship Wrestling
  - WCW Hall of Fame (Classe del 1994)
- World Wrestling Association
  - WWA World Heavyweight Championship (1)
- World Wrestling Council
  - WWC Caribbean Heavyweight Championship (1)
- World Wrestling Federation/Entertainment
  - King of the Ring (1986)
  - Sam Muchnick Memorial Tournament (1986)
  - Slammy Award (2)
    - Best Ring Apparel (1987)
    - Bobby "The Brain" Heenan Scholarship Award (1987) con Haku, Tama, André the Giant, Hercules e King Kong Bundy

  - WWE Hall of Fame (Classe del 2004)
- Wrestling Observer Newsletter
  - Match of the Year (1983) vs. Ric Flair a Starrcade
  - Wrestler of the Year (1980, 1981)
  - Wrestling Observer Newsletter Hall of Fame (Classe del 1996)